# Duits amateurvoetbalkampioenschap
Het Duits amateurvoetbalkampioenschap was een voetbalcompetitie georganiseerd door de DFB van 1950 tot 1998. Er namen alleen amateurteams aan deel die actief waren op het derde niveau, net onder de twee profklassen.
Het amateurkampioenschap was lange tijd populair maar verloor vanaf de jaren tachtig aan aanzien en werd in 1998 volledig afgeschaft.
Het kampioenschap werd in het leven geroepen als tegengewicht voor de Duitse eindronde waaraan enkel de kampioenen van de Oberliga's mochten deelnemen. Deelnemers kwamen uit de Amateurliga's op het derde niveau, behalve uit de deelstaten Nedersaksen, Hamburg, Bremen, Berlijn en Sleeswijk-Holstein, waar de amateurliga's op het tweede niveau waren. Na de invoering van de Bundesliga in 1963 waren alle amateurliga's op het derde niveau. Aan de eindronde namen teams deel die kampioen waren van hun reeks en daarna niet deelnamen aan de eindronde om promotie. Vaak ook tweede elftallen van profteams omdat die sowieso niet konden promoveren. Soms verzaakten clubs aan promotie om deel te kunnen nemen maar vaak waren het de vicekampioenen die deelnamen aan de eindronde.

## Finales
| Seizoen | Winnaar                     | Finalist                                               | Uitsland                                                          | Gaststad                 |
| ------- | --------------------------- | ------------------------------------------------------ | ----------------------------------------------------------------- | ------------------------ |
| 1951    | ATSV Bremen 1860            | Karlsruher FV                                          | 3:2                                                               | Berlijn                  |
| 1952    | VfR Schwenningen            | Cronenberger SC                                        | 5:2                                                               | Ludwigshafen             |
| 1953    | SSG 09 Bergisch Gladbach    | Homberger SV                                           | 3:2                                                               | Wuppertal                |
| 1954    | TSV Marl-Hüls               | SpVgg 03 Neu-Isenburg                                  | 6:1                                                               | Gelsenkirchen            |
| 1955    | Sportfreunde Siegen         | SpVgg Bad Homburg                                      | 5:0                                                               | Wetzlar                  |
| 1956    | SpVgg 03 Neu-Isenburg       | VfB Speldorf                                           | 3:2                                                               | Berlijn                  |
| 1957    | VfL Benrath                 | Alemannia 90 Berlin                                    | 4:2                                                               | Hannover                 |
| 1958    | FV Hombruch 09              | ASV Bergedorf 85                                       | 3:1                                                               | Dortmund                 |
| 1959    | FC Singen 04                | SV Arminia Hannover                                    | 3:2                                                               | Offenburg                |
| 1960    | Hannover 96 Amateure        | BV Osterfeld                                           | 1:1 n.v., 3:0                                                     | Herford                  |
| 1961    | Holstein Kiel Amateure      | Siegburger SV 04                                       | 5:1                                                               | Hannover                 |
| 1962    | SC Tegel                    | TuRa Bonn                                              | 1:0                                                               | Wuppertal                |
| 1963    | VfB Stuttgart Amateure      | VfL Wolfsburg                                          | 1:0                                                               | Kassel                   |
| 1964    | Hannover 96 Amateure        | SV Wiesbaden                                           | 2:0                                                               | Hagen                    |
| 1965    | Hannover 96 Amateure        | SV Wiesbaden                                           | 2:1                                                               | Siegen                   |
| 1966    | Werder Bremen Amateure      | Hannover 96 Amateure                                   | 5:1                                                               | Herford                  |
| 1967    | STV Horst-Emscher           | Hannover 96 Amateure                                   | 2:0                                                               | Herford                  |
| 1968    | VfB Marathon Remscheid      | FC Wacker München                                      | 5:3 n.v.                                                          | Bochum                   |
| 1969    | SC Jülich 1910              | SpVgg Erkenschwick                                     | 2:1                                                               | Krefeld                  |
| 1970    | SC Jülich 1910              | Eintracht Braunschweig Amateure                        | 3:0                                                               | Siegen                   |
| 1971    | SC Jülich 1910              | VfB Stuttgart Amateure                                 | 1:0                                                               | Würzburg                 |
| 1972    | FSV Frankfurt               | TSV Marl-Hüls                                          | 2:1                                                               | Neuwied                  |
| 1973    | SpVgg 05 Bad Homburg        | 1. FC Kaiserslautern Amateure                          | 1:0                                                               | Offenbach am Main        |
| 1974    | SSV Reutlingen 05           | VfB Marathon Remscheid                                 | 2:2 n.v., 2:1                                                     | Worms                    |
| 1975    | VfR OLI Bürstadt            | SC Victoria Hamburg                                    | 3:0                                                               | Ludwigsburg              |
| 1976    | SV Holzwickede              | VfR OLI Bürstadt                                       | 1:0                                                               | Oldenburg                |
| 1977    | Fortuna Düsseldorf Amateure | SV Sandhausen                                          | 1:0 en 2:2                                                        | Düsseldorf en Sandhausen |
| 1978    | SV Sandhausen               | ESV Ingolstadt                                         | 2:0 en 1:1                                                        | Ingolstadt en Sandhausen |
| 1979    | ESV Ingolstadt              | Hertha Zehlendorf                                      | 4:1 en 0:1                                                        | Ingolstadt en Berlijn    |
| 1980    | VfB Stuttgart Amateure      | FC Augsburg                                            | 2:1                                                               | Stuttgart                |
| 1981    | 1. FC Köln Amateure         | FC St. Pauli                                           | 2:0                                                               | Keulen                   |
| 1982    | 1. FSV Mainz 05             | Werder Bremen Amateure                                 | 3:0                                                               | Mainz                    |
| 1983    | FC 08 Homburg               | Bayern München Amateure                                | 2:0 n.v.                                                          | Homburg                  |
| 1984    | Offenburger FV              | SC Eintracht Hamm                                      | 4:1                                                               | Offenburg                |
| 1985    | Werder Bremen Amateure      | DSC Wanne-Eickel                                       | 3:0                                                               | Bremen                   |
| 1986    | BVL 08 Remscheid            | VfR Bürstadt                                           | 2:1 n.v.                                                          | Remscheid                |
| 1987    | MSV Duisburg                | Bayern München Amateure                                | 4:1                                                               | Duisburg                 |
| 1988    | Eintracht Trier             | VfB Oldenburg                                          | 0:0 n.v., 5:4 n.p.                                                | Oldenburg                |
| 1989    | Eintracht Trier             | SpVgg Bad Homburg                                      | 1:1 n.v., 5:4 n.p.                                                | Trier                    |
| 1990    | FSV Salmrohr                | Rheydter Spielverein                                   | 2:0                                                               | Salmrohr                 |
| 1991    | Werder Bremen Amateure      | Spvgg 07 Ludwigsburg                                   | 2:1                                                               | Ludwigsburg              |
| 1992    | Rot-Weiss Essen             | SpVgg Bad Homburg                                      | 3:2 n.v.                                                          | Essen                    |
| 1993    | SV Sandhausen               | Werder Bremen Amateure                                 | 2:0                                                               | Sandhausen               |
| 1994    | Preußen Münster             | Kickers Offenbach                                      | 1:0                                                               | Offenbach am Main        |
| 1995    | VfL Osnabrück               | Stuttgarter Kickers                                    | 4:2 n.v.                                                          | Stuttgart                |
| 1996    | SSV Ulm 1846                | VfR Mannheim                                           | 2:1                                                               | Ulm                      |
| 1997    | SSV Reutlingen 05           | Rot-Weiß Oberhausen                                    | 2:1                                                               | Oberhausen               |
| 1998    | Tennis Borussia Berlin      | Eindronde met Kickers Offenbach en Sportfreunde Siegen | Siegen - Offenbach 4:0 Offenbach - Berlin 1:2 Berlin - Siegen 2:0 |                          |